# Philosophenschulen der Antike

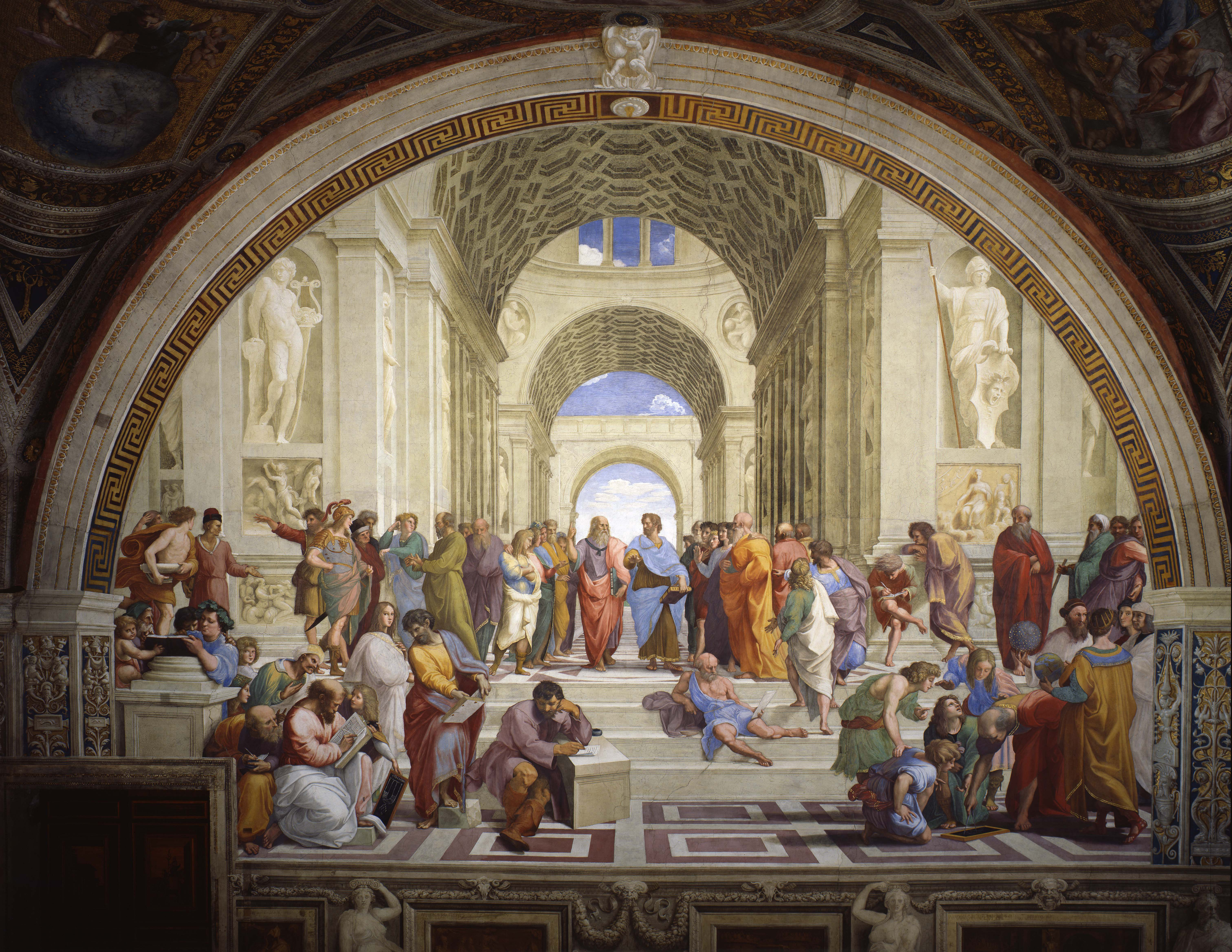
Raffael, Die Schule von Athen. Stanza della Segnatura, Vatikan

Die vier institutionell organisierten Philosophenschulen der Antike waren über mehrere Generationen hinweg bestehende Gemeinschaften von Denkern, die sich mit philosophischen Fragen befassten. Sie entstanden im 4. Jahrhundert v. Chr. in Athen. Alle Schulen hatten einen Gründer, doch war ihr Verhältnis zu dessen Lehre jeweils sehr unterschiedlich. Die älteste Schule war die Platonische Akademie. Die drei anderen sind der aristotelische Peripatos, die von Zenon von Kition gegründete Stoa und der Kepos („Garten“) Epikurs. Alle Schulen sind nach den Orten oder den Gebäuden benannt, wo in der ersten Zeit nach ihrer Gründung unterrichtet wurde.
Anders als bei den Sophisten wurde kein Lehrgeld erhoben, doch erhielten die Philosophenschulen von reichen Sympathisanten ansehnliche Spenden.
Alle Schulen außer dem Kepos haben im 1. Jahrhundert v. Chr. zu existieren aufgehört, wenngleich es in allen drei Fällen spätere Fortsetzungen außerhalb des engeren Schulzusammenhangs gab. In späterer Zeit gehörten Grundkenntnisse der vier Systeme zur griechischen Allgemeinbildung. Als Kaiser Mark Aurel im Jahr 176 Lehrstühle für die vier philosophischen Systeme stiftete, gab es längst keine institutionellen Schulen mehr und kaum noch philosophisch produktive Aristoteliker, Stoiker oder Epikureer. Allerdings wurde der griechische Ausdruck diadochos, der den Nachfolger in der Leitung einer Schule bezeichnet hatte, auch für die Inhaber dieser Lehrstühle gebraucht, was in der älteren Forschung zu verfehlten Kontinuitätsannahmen führte, die die Schulen ein halbes Jahrtausend länger existieren ließen, als sie wirklich bestanden haben.
Es gibt in der antiken Philosophie noch andere philosophische Richtungen (haireseis), die nicht die institutionelle Form einer Schule mit lokalem Zentrum in Athen und Sukzession von Schulhäuptern (Scholarchen) angenommen haben, so vor allem die Skepsis.
Die im 5. Jahrhundert von Plutarch gegründete neuplatonische Schule in Athen wird oft als direkte Fortsetzung der Akademie betrachtet. Allerdings entspricht dies weder den Tatsachen noch der Auffassung der Athener Neuplatoniker. Das Verbot der philosophischen Lehrtätigkeit in Athen durch Kaiser Justinian I. gilt traditionell oft (aber fälschlich) als Zeitpunkt, zu dem die antike Philosophie ihr Ende gefunden habe.
Weitere Philosophenschulen waren die Megariker und die Schule Stilpons, der von Plotin begründete Neuplatonismus, die Alexandrinische Schule und die Eleaten in Kampanien.